# Sankt Ursuskatedralen
Sankt Ursuskatedralen (tyska: St. Ursenkathedrale, även Kathedrale St. Urs und Viktor, franska: Cathédrale Saint-Ours et Saint-Victor) är en katedral i staden Solothurn i Schweiz.
Den åt martyrerna Ursus och Viktor tillägnade tidigklassicistiska kyrkobyggnaden påbörjades 1762 av Gaetano Matteo Pisoni från Ascona och fullbordades 1773 av hans nevö Paolo Antonio Pisoni. Interiören är försedd med stuckaturer av Francesco Pozzi. På platsen där kyrkan uppfördes hade det redan sedan tidig medeltid stått två byggnader.
Till katedralens många skatter hör bland annat det så kallade Hornbachsakramentariet, en praktfull Mariastaty och en handskrift, som tillkom år 983 på klostret i Reichenau. 
Vid vackert väder kan man från påsk till allhelgonahelgen stiga upp i det 66 meter höga lökkupoltornet, som länge beboddes av tornväktare. Tornet erbjuder en god utsikt över gamla staden och Aare. Det andra tornet blev inte byggt, då grunden sjönk ner. Det finns en teckning av Peter Thumb från år 1708, som visar att ett andra torn diskuterades, fastän det inte kom att förverkligas.
Sankt Ursus och Viktors kyrka var sedan medeltiden münsterkyrka för korherrestiftet Sankt Ursus och blev i sin nuvarande form 1828 säte för det till Solothurn flyttade Basels stift.

## Bildgalleri

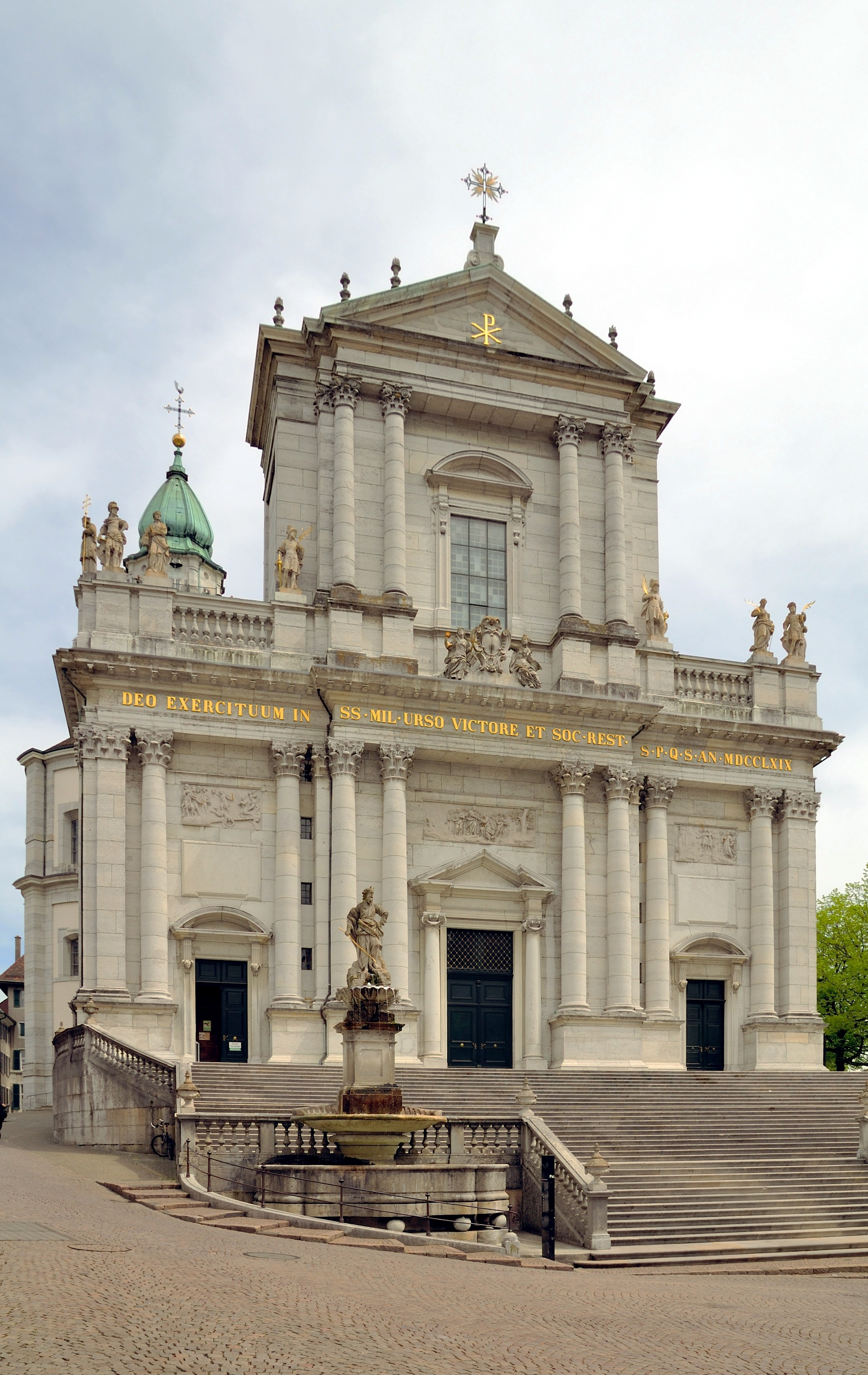
Västra fasaden
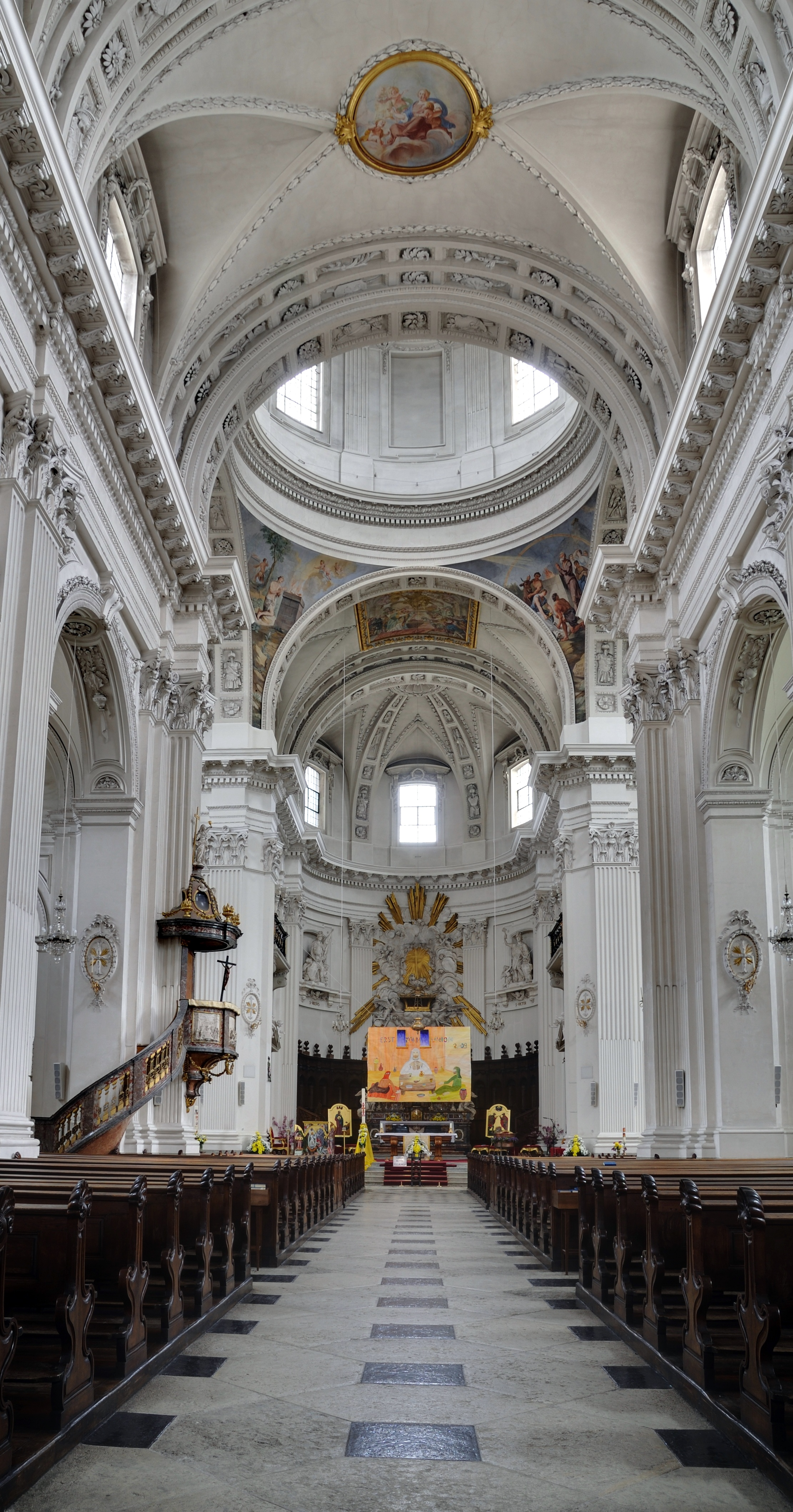
Interiör
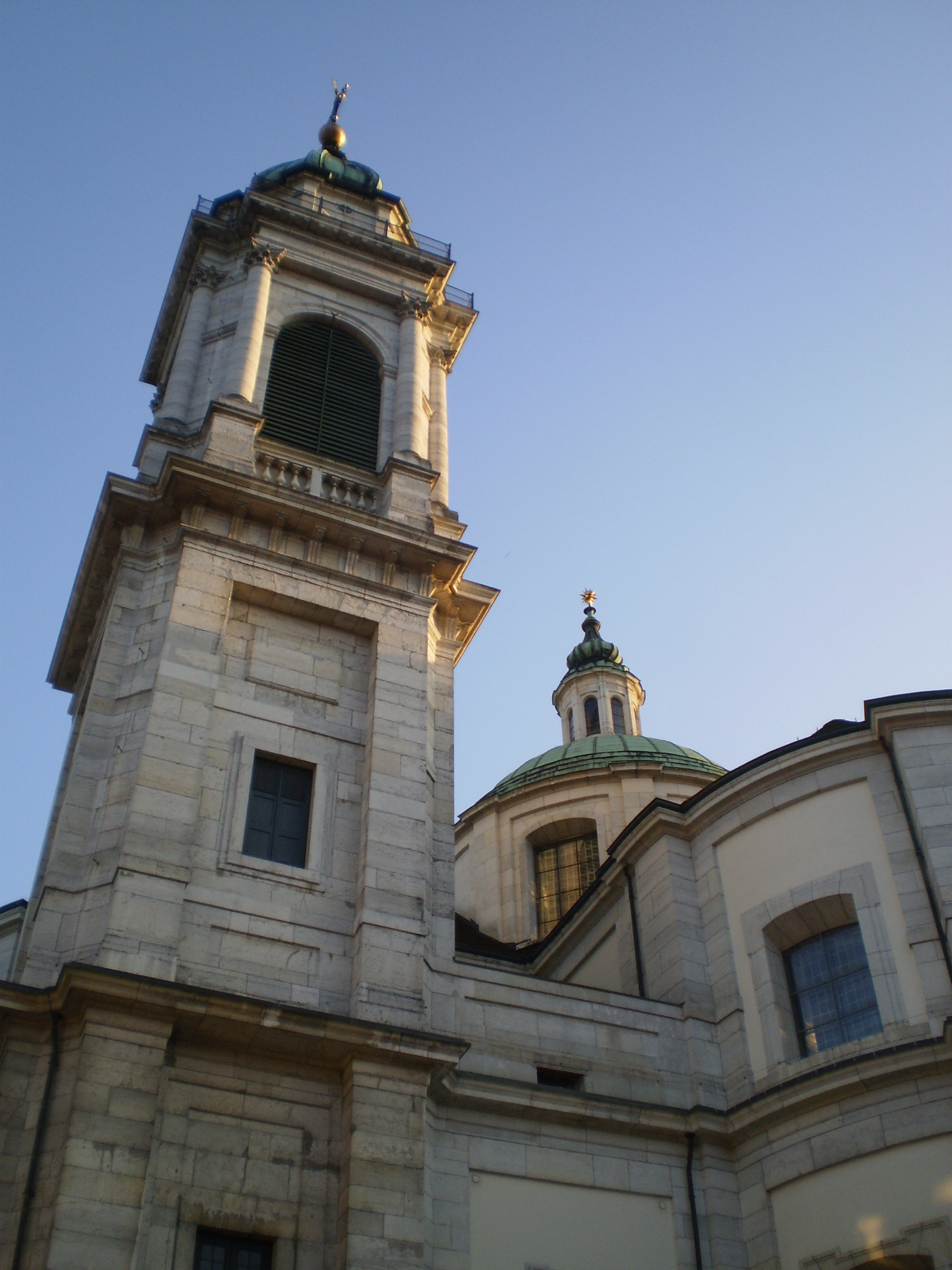
Tornet
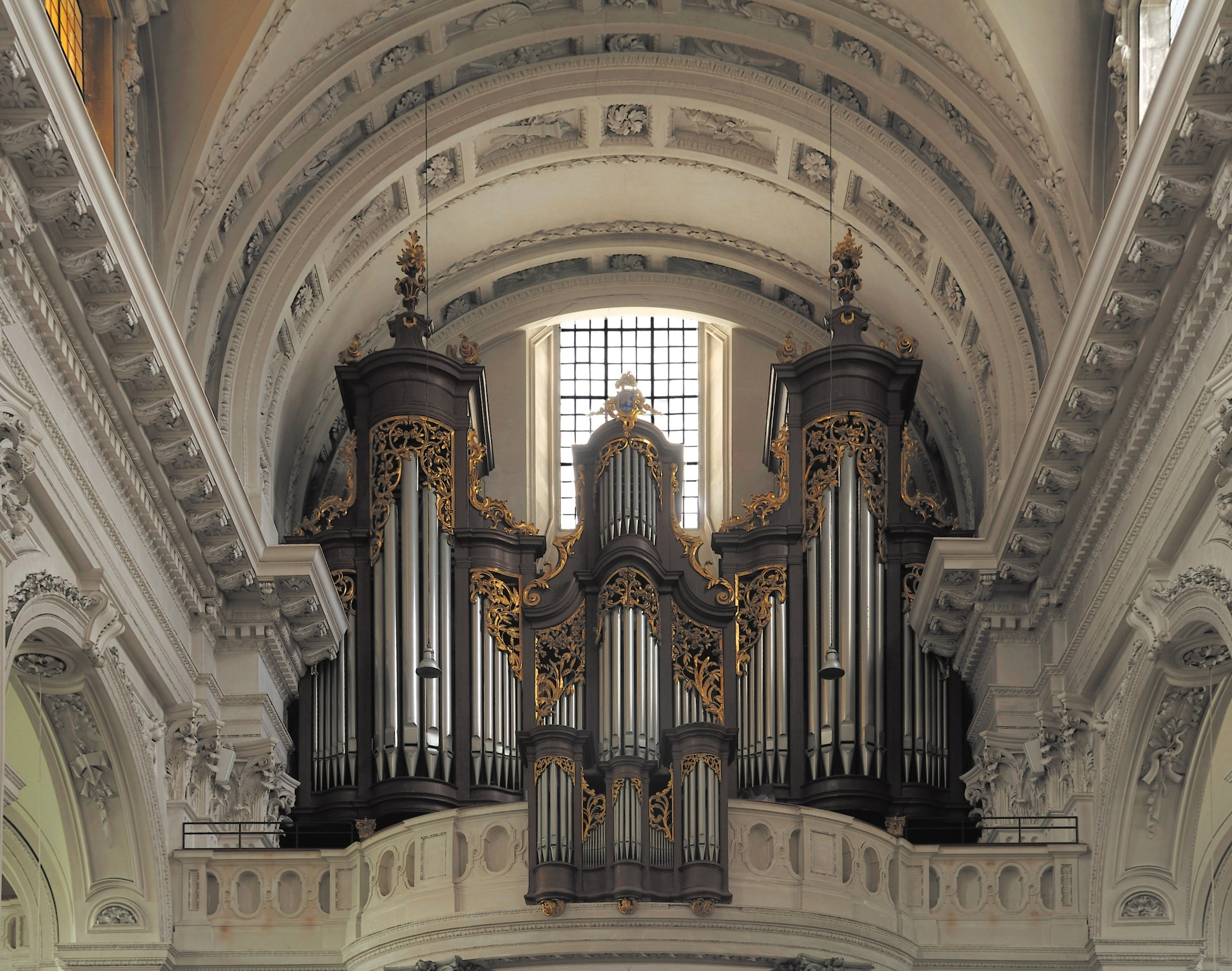
Läktarorgeln